# Massimo Fabbrizi
Massimo Fabbrizi (San Benedetto del Tronto, 27 de agosto de 1977) es un deportista italiano que compite en tiro, en la modalidad de tiro al plato.
Participó en dos Juegos Olímpicos de Verano, obteniendo una medalla de plata en Londres 2012, en la prueba de foso, y el sexto lugar en Río de Janeiro 2016, en la misma prueba.
Ganó tres medallas en el Campeonato Mundial de Tiro entre los años 2005 y 2011, y cinco medallas en el Campeonato Europeo de Tiro entre los años 2013 y 2025.

## Palmarés internacional
| Juegos Olímpicos   | Juegos Olímpicos       | Juegos Olímpicos | Juegos Olímpicos |
| Año                | Lugar                  | Medalla          | Prueba           |
| ------------------ | ---------------------- | ---------------- | ---------------- |
| 2012               | Londres (Reino Unido)  | Medalla de plata | Foso             |
| Campeonato Mundial |                        |                  |                  |
| Año                | Lugar                  | Medalla          | Prueba           |
| 2005               | Lonato (Italia)        | Medalla de oro   | Foso             |
| 2009               | Maribor (Eslovenia)    | Medalla de plata | Foso             |
| 2011               | Belgrado (Serbia)      | Medalla de oro   | Foso             |
| Campeonato Europeo |                        |                  |                  |
| Año                | Lugar                  | Medalla          | Prueba           |
| 2013               | Suhl (Alemania)        | Medalla de plata | Foso             |
| 2014               | Sarlóspuszta (Hungría) | Medalla de plata | Foso             |
| 2016               | Lonato (Italia)        | Medalla de oro   | Foso             |
| 2023               | Osijek (Croacia)       | Medalla de oro   | Foso mixto       |
| 2025               | Châteauroux (Francia)  | Medalla de oro   | Foso             |